# Da-xiang Song
Da-xiang Song (Chinees: 宋大祥) (Shaoxing, 9 mei 1935 - Baoding, 25 januari 2008) is een Chinees arachnoloog. 
Song studeerde af in de biologie aan de Soochow Universiteit in Suzhou in 1953, in zoölogie aan de East China Normal University in 1955 en promoveerde tot doctor aan de universiteit van Harbin. Hij bouwde vervolgens sinds 1957 als arachnoloog zijn carrière uit aan het Instituut voor Zoölogie van de Chinese Academie voor Wetenschappen.  Eerst als afgestudeerd student werkend op schaaldierzoölogie, vanaf 1961 als zelfstandig onderzoeker. In 1999 werd hij tevens verbonden aan de Universiteit van Hebei. Hij is geregistreerd als auteur of co-auteur van meer dan driehonderd taxons van spinnen. Hij werd, ook in 1999, uitgenodigd als werkend lid in de academische afdeling van de bio- en medische wetenschappen van de Chinese Academie voor Wetenschappen. Song overleed in Baoding op tweeënzeventigjarige leeftijd.